# Scheck-Tageule

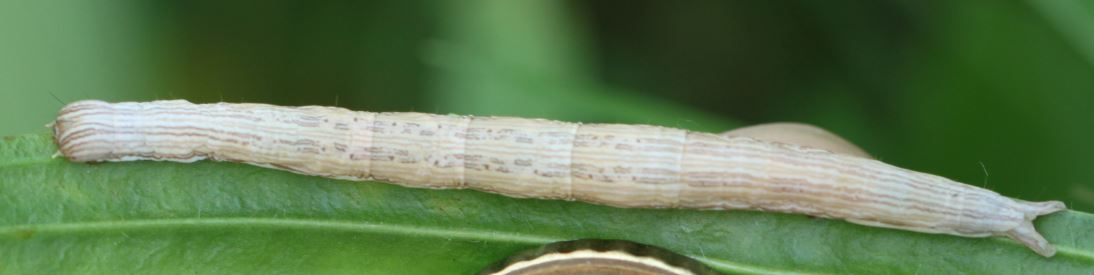
Raupe

Die Scheck-Tageule (Euclidia mi) ist ein Schmetterling (Nachtfalter) aus der Familie der Eulenfalter (Noctuidae).

## Merkmale
Die Falter erreichen eine Flügelspannweite von 25 bis 30 Millimetern. Ihre Vorderflügel sind grau, braun und weiß gemustert, wobei in der Mitte der Flügel eine breite, dunkle Struktur, die zur Körpermitte hin je eine runde Einbuchtung hat, zu erkennen ist. Die Hinterflügel sind dunkelbraun und haben gelbliche oder weiße, geschwungen angeordnete Flecken bzw. Binden.
Die Raupen werden ca. 40 Millimeter lang und haben einen schlanken, unbehaarten Körper und haben nur zwei Bauchbeinpaare, die aber ohne Funktion sind. Sie sind hellgelb bis gelbbraun gefärbt und tragen am Rücken eine dünne, helle Längslinie und zur Seite hin je zwei breitere, dunkle Linien, die auch in schmälere aufgeteilt sein können und schließlich unter den Stigmen eine helle Längsbinde.

## Geographische Verbreitung und Lebensraum
Sie leben sowohl auf trockenem und offenem Terrain, wie z. B. auf Trockenrasen, Wiesen und an Waldrändern, als auch auf Feuchtwiesen und an Rändern von Mooren. Sie fehlen auf überdüngten und stark bewirtschafteten Wiesen.

## Lebensweise
Die Scheck-Tageule bildet zwei Generationen im Jahr, deren Falter von Ende April bis Mitte Juli und von Ende Juli bis Ende August fliegen. Die Falter sind, anders als fast alle anderen Eulenfalter, tagaktiv und fliegen verschiedene Blüten zum Nektarsaugen an. Manchmal kann man sie auch in der Dämmerungszeit fliegen sehen. Sie sind scheu und sitzen in der Regel so, dass man auch ihre Hinterflügel sehen kann. Die Raupen sind von September bis Oktober (erste Generation) und von Juni bis August (zweite Generation) anzutreffen. Die Raupen sind sowohl tag- als auch nachtaktiv, sind aber sehr erschütterungsempfindlich. Bei Gefahr rollen sie sich zusammen und lassen sich auf den Boden fallen. Man findet sie häufig auf Gräsern, die nicht zu ihren Futterpflanzen gehören, ruhend. Ihre Fortbewegung ähnelt denen von Spannerraupen. Die Raupen fressen an Rotklee (Trifolium pratense), Flügel-Ginster (Genista sagittalis), Echtem Steinklee (Melilotus officinalis) und Vogelwicke (Vicia cracca). Die Scheck-Tageule überwintert in der Puppe, die entweder am Boden liegt oder an einer Pflanze hängt.

## Taxonomie
Die Scheck-Tageule wurde früher zur Gattung Callistege Hübner, 1823 gestellt (in der Kombination Callistege mi). Die Gattung wurde jedoch von Goater et al. (2003) zur Untergattung von Euclidia Ochsenheimer, 1816 abgewertet.